# لیگ دسته اول فوتبال ارمنستان ۱۸-۲۰۱۷
فصل ۱۸–۲۰۱۷ لیگ دسته اول فوتبال ارمنستان بیست و ششمین فصل از زمان تأسیس آن و رقابت‌های فوتبال دسته دوم ارمنستان بود. در ۷ اوت ۲۰۱۷ آغاز شد و در ۲۸ مه ۲۰۱۸ به پایان رسید. بانانتس مدافع عنوان قهرمانی لیگ دسته اول فوتبال ارمنستان ۱۷-۲۰۱۶ است.

## تغییرات تیم
۳ تیم تازه تأسیس به فصل لیگ دسته اول فوتبال ارمنستان ۱۸-۲۰۱۷ پیوسته‌اند:
- لوری از وانادزور، استان لوری
- آرتساخ از ایروان
- آرارات-موسکووا از ایروان (در نیم فصل اول با نام باشگاه فوتبال آوان آکادمی بازی می‌کرد)

## ورزشگاه‌ها و موقعیت‌ها
۱۰ تیم در مسابقات این فصل شرکت خواهند کرد که از این تعداد، تنها ۴ تیم - آرتساخ، اربونی، لوری، و آرارات-مسکو - واجد شرایط صعود به لیگ برتر فوتبال ارمنستان ۱۹–۲۰۱۸ تا پایان مسابقات هستند. ۶ تیم باقیمانده، تیم‌های ذخیره باشگاه‌های فوتبالی هستند که در حال حاضر در مسابقات لیگ برتر ارمنستان شرکت می‌کنند.
| باشگاه          | موقعیت                                                                 | ورزشگاه | گنجایش           |
| --------------- | ---------------------------------------------------------------------- | --- | ---------------- |
| آرتساخ          | ایروان (ناحیه شنگاویت) ایروان (ناحیه کنترون) دزوراغبیور (استان کوتایک) | ورزشگاه میکا (بازی روز ۱ تا ۸) ورزشگاه پیونیک (بازی روز ۹ تا ۱۴) مرکز تمرینی دزوراغبیور (بازی روز ۱۵ و به بعد) | ۷٬۲۵۰ ۷۸۰ نامشخص |
| آرارات-موسکووا  | ایروان (ناحیه آوان)                                                    | ورزشگاه آکادمی فوتبال ایروان                                                                                   | ۱٬۴۲۸            |
| اربونی          | آشتاراک (استان آراگاتسوتن)                                             | ورزشگاه کاساغی مارزیک (بازی روز ۱۱ و به بعد)1                                                                  | ۳٬۶۰۰            |
| لوری            | وانادزور                                                               | آکادمی فوتبال وانادزور2                                                                                        | ۱۰۰              |
| آلاشکرت         | ایروان (شنگاویت) آشتاراک (استان آراگاتسوتن)                            | ورزشگاه آلاشکرت (بازی روز ۱ تا ۱۴) ورزشگاه کاساغی مارزیک (بازی روز ۱۵ و به بعد)                                | ۶٬۸۰۰ ۳٬۶۰۰      |
| آرارات ایروان   | دزوراغبیور (استان کوتایک)                                              | مرکز تمرینی دزوراغبیور                                                                                         | نامشخص           |
| بانانتس         | ایروان (ناحیه مالاتیا سباستیا)                                         | مرکز تمرینی بانانتس pitch#3                                                                                    | ۶۰۰              |
| گاندزاسار کاپان | کاپان                                                                  | گاندزاسار کاپان                                                                                                | نامشخص           |
| پیونیک          | ایروان (ناحیه کنترون)                                                  | ورزشگاه پیونیک                                                                                                 | ۷۸۰              |
| شیراک           | گیومری                                                                 | ورزشگاه شهر گیومری                                                                                             | ۲٬۸۴۴            |

- 1اربونی به جای ورزشگاه اختصاصی خود در اربونی، ایروان، در ورزشگاه کاساغی مارزیک، آشتاراک بازی خواهد کرد. با این حال، این تیم تا بازی روز نهم از چندین ورزشگاه در ایروان استفاده کرد.
- 2 به دلیل بازسازی ورزشگاه همیشگی‌شان، ورزشگاه شهر وانادزور، لوری در زمین تمرین اصلی آکادمی فوتبال وانادزور بازی خواهد کرد.

### کادر فنی و لباس
| تیم             | رئیس             | مربی                                                                     | کاپیتان                            | تولیدکننده لباس | حامی مالی پیراهن                     |
| --------------- | ---------------- | ------------------------------------------------------------------------ | ---------------------------------- | --------------- | ------------------------------------ |
| آرتساخ          | سوان آصلانیان    | تیگران یسائیان                                                           | گور مکرتومیان                      | نایکی           | رنو، Efubet,1 Steritech2             |
| آرارات-موسکووا  | هراچیک کانانیان  | آرتاک اوسیان                                                             | هوهانس هاروتیونیان4 آلبرت خاچومیان | آدیداس          |                                      |
| اربونی          | تیگران آیوازیان  | سوادا آرزومانیان                                                         | هایک ملکونیان3 آرسن هاکوبیان       | جوما            |                                      |
| لوری            | روبرت گریگوریان  | آرمن آدامیان                                                             | گورگن ماتئوسیان                    | پوما اس‌ئی       | رستوران خوسه (Jose Restaurant)       |
| آلاشکرت         | باگرات ناوویان   | سرگئی ارزرومیان                                                          | آرتاشس آراکلیان                    | جوما            | باگراتور                             |
| آرارات ایروان   | هراچ یاگان       | گئورگی آندریاسیان                                                        | گئورگ بوغوسیان4 آرمن دردزیان       | جاکو            |                                      |
| بانانتس         | هراچ آقابکیان    | واهه گئورگیان (بازی روز ۱ تا ۹) ساموئل نیگویان (بازی روز ۱۰ و به بعد)    | استپان هاروتیونیان4 سورن آلویان    | آدیداس          |                                      |
| گاندزاسار کاپان | گارنیک آقابابیان | آشوت مانوچاریان                                                          | تیگران ایوانیان                    | آدیداس          | ZCMC                                 |
| پیونیک          | آرتور سوقومونیان | ساموئل سارگسیان (بازی روز ۱ تا ۱۰) آلبرت سارگسیان (بازی روز ۱۱ و به بعد) | داویت ترتریان4 امیل قوکاسیان       | نایکی           | لیگ دسته اول فوتبال ارمنستان ۱۹-۲۰۱۸ |
| شیراک           | آرمان ساهاکیان   | تیگران داوتیان                                                           | آرتور آمیریان                      | آدیداس          |                                      |

۱. ^ پشت پیراهن، upside.
۲. ^ پشت پیراهن، downside.
۳. ^ در تاریخ ۳۰ اوت ۲۰۱۷ بر اثر تصادف رانندگی درگذشت (پس از بازی روز 4).
۴. ^ در پایان نیم فصل اول از تیم جدا شد (پس از بازی روز 14).

## جدول لیگ
| رتبه | تیم                | بازی | برد | مساوی | باخت | گل زده | گل خورده | گل تفاضل | امتیاز | Promotion                                |
| ---- | ------------------ | ---- | --- | ----- | ---- | ------ | -------- | -------- | ------ | ---------------------------------------- |
| ۱    | لوری (C, P)        | ۲۷   | ۲۲  | ۳     | ۲    | ۷۴     | ۱۶       | ۵۸+      | ۶۹     | صعود به لیگ برتر فوتبال ارمنستان ۱۹–۲۰۱۸ |
| ۲    | آرتساخ (P)         | ۲۷   | ۲۱  | ۲     | ۴    | ۷۷     | ۱۶       | ۶۱+      | ۶۵     | صعود به لیگ برتر فوتبال ارمنستان ۱۹–۲۰۱۸ |
| ۳    | آرارات-موسکووا (P) | ۲۷   | ۱۴  | ۴     | ۹    | ۶۵     | ۴۱       | ۲۴+      | ۴۶     | صعود به لیگ برتر فوتبال ارمنستان ۱۹–۲۰۱۸ |
| ۴    | بانانتس            | ۲۷   | ۱۴  | ۳     | ۱۰   | ۴۵     | ۴۲       | ۳+       | ۴۵     | فاقد شرایط لازم برای ارتقاء              |
| ۵    | پیونیک             | ۲۷   | ۱۳  | ۱     | ۱۳   | ۴۹     | ۴۴       | ۵+       | ۴۰     | فاقد شرایط لازم برای ارتقاء              |
| ۶    | آلاشکرت            | ۲۷   | ۱۲  | ۴     | ۱۱   | ۴۸     | ۴۲       | ۶+       | ۴۰     | فاقد شرایط لازم برای ارتقاء              |
| ۷    | آرارات ایروان      | ۲۷   | ۷   | ۴     | ۱۶   | ۳۶     | ۵۵       | ۱۹−      | ۲۵     | فاقد شرایط لازم برای ارتقاء              |
| ۸    | اربونی             | ۲۷   | ۶   | ۴     | ۱۷   | ۳۳     | ۹۱       | ۵۸−      | ۲۲     |                                          |
| ۹    | گاندزاسار کاپان    | ۲۷   | ۶   | ۲     | ۱۹   | ۳۱     | ۷۴       | ۴۳−      | ۲۰     | فاقد شرایط لازم برای ارتقاء              |
| ۱۰   | شیراک              | ۲۷   | ۵   | ۳     | ۱۹   | ۲۲     | ۵۹       | ۳۷−      | ۱۸     | فاقد شرایط لازم برای ارتقاء              |

## آمارهای فصل

### گلزنان برتر
As of 2۸ مه ۲۰۱۸
| رتبه | بازیکن          | باشگاه          | گل‌ها |
| ---- | --------------- | --------------- | ---- |
| ۱    | گریگور آقکیان   | آرتساخ          | ۱۸   |
| ۲    | آرمن هوهانیسیان | آرارات-موسکووا  | ۱۵   |
| ۳    | مهر ساهاکیان    | آلاشکرت         | ۱۴   |
| ۳    | سس تادئوسیان    | اربونی          | ۱۴   |
| ۵    | اریک پطروسیان   | پیونیک          | ۱۳   |
| ۶    | تینگا کوفی تهٔ   | لوری            | ۱۲   |
| ۷    | آرمن ناهاپتیان  | آرارات-موسکووا  | ۱۱   |
| ۸    | ادگار مکرتچیان  | لوری            | ۱۰   |
| ۸    | ویگن آوتیسیان   | لوری            | ۱۰   |
| ۱۰   | کارن خاتویف     | پیونیک          | ۹    |
| ۱۰   | مهر هاروتیونیان | گاندزاسار کاپان | ۹    |